# Juegos Olímpicos de Cotswold
Los Juegos Olímpicos de Cotswold es una celebración deportiva pública que tiene lugar cada año después del "Bank holyday" de la primavera, junto a, Chipping Campden, en el Cotswolds inglés. Los Juegos probablemente empezaron en 1622, y han continuado de manera irregular hasta la actualidad. Fueron creados en su inicio por un abogado local, Robert Dover, con la aprobación del Rey James. La motivación de Dover para organizar los Juegos pudo haber sido su creencia en que el ejercicio físico era necesario para el defensa del reino, pero también pudiera haber sido un intento de juntar a ricos y pobres; participaron en los Juegos todos los estratos sociales, incluyendo a la realeza en una ocasión.
Las competiciones incluían carreras a caballo, cacerías con sabuesos, correr, saltar, bailar, lanzamiento de almádena, lucha de espadas y mazas, varas y lucha cuerpo a cuerpo. Pequeñas apuestas tenían lugar en tiendas y cabinas que se erigían para jugar a juegos como ajedrez y cartas, y se distribuía comida abundante para todo aquel que participara. Una estructura de madera provisional llamada "Castillo de Dover" se levantó en un anfiteatro natural en lo que ahora se conoce como el cerro de Dover, equipada con cañones pequeños que disparaban salvas para celebrar el inicio de los juegos.
Los Juegos tenían lugar en el jueves y viernes de la semana de Pentecostés, normalmente entre mediados de mayo y junio. Muchos puritanos del siglo XVII censuraban dichas festividades, que se creían de origen pagano, y especialmente desaprobaban cualquier tipo de celebración en un domingo o cualquier otra festividad eclesiástica como Pentecostés. Hacia la época de la muerte del Rey James en 1625, muchos terratenientes puritanos habían prohibido a sus trabajadores participar en tales festejos; las tensiones crecientes entre los seguidores del rey y los puritanos, desencadenaron el estallido de la Guerra Civil inglesa en 1642, suponiendo el fin de los juegos.
Revividos tras la Restauración de 1660, los Juegos fueron degenerando gradualmente en un festival desorganizado de pueblerinos borrachos, a tenor de los críticos. Los Juegos acabaron otra vez en 1852, cuando el bien comunal sobre la que tenían lugar fue dividida entre terratenientes y granjeros y posteriormente reasignada. Desde 1966 los Juegos han tenido lugar cada año en el viernes posterior a las vacaciones del "Bank holyday" de la primavera. Las competiciones han incluido el  juego de la soga, gymkhanas ecuestres, shin-kicking (deporte inglés consistente en derribar al contrincante con patadas en las espinillas), dwile flonking (juego en el que un dos equipos bailan por turnos mientras el contrincante trata de golpearlos con un trapo mojado en cerveza) , carreras de motocross, judo, destrozo de pianos, y danza morris. La Asociación Olímpica británica ha reconocido a los Juegos Olímpicos de Cotswold como "las primeras sacudidas de los inicios Olímpicos de Gran Bretaña".

## Orígenes
Los primeros Juegos Olímpicos probablemente se celebraron en 1622, organizados por abogado Robert Dover, a pesar de que distintas fuentes dan fechas desde 1601 hasta 1612. Se conoce poco sobre Dover; probablemente nació entre 1575 y 1582 en Norfolk, uno de los cuatro niños nacidos de John Dover, y pudo haber sido admitido en la Queen's College en Cambridge en 1583. Salió de allí pronto para evitar jurar el Juramento de Supremacía. Dover fue admitido en la Gray's Inn el 27 de febrero de 1636, siendo colegiado probablemente en 1641, es posible que ese mismo año se trasladara a Saintbury, junto a  Chipping Campden, con su mujer e hijos.
No está claro si Dover comenzó los Juego desde cero o si aprovechó algún evento precedente, quizás una "church ale" (festejo en el que una demarcación de la diócesis suministraba cerveza).[Más bajo-alfa 1] Los Juegos obtuvieron la aprobación del Rey James, quién en su libro de consejos a su hijo, Basilikon Doron (1599), había escrito que para promover buenos sentimientos  entre las personas comunes hacia su rey, "ciertos días al año deberían ser designados, para gozo del pueblo, con espectáculos públicos de todo juego honesto y ejercicio de las armas ". A pesar de que por aquellos tiempos había una creciente admiración por los antiguos griegos, Dover pudo haber estado motivado por reflexiones más militares que culturales. Su biógrafo, Christopher Whitfield, reivindicaba que Dover combinó antiguas prácticas rurales con "la mitología clásica y la cultura del Renacimiento, uniéndolas al mismo tiempo con el trono y la Iglesia Protestante de Su Majestad" Dover defendía que el ejercicio físico era necesario para el defensa del reino. También puedo haber tenido fe en que los Juegos unirían a ricos y pobres, aumentando la armonía social, un ideal que podría explicar por qué el acontecimiento caló en la imaginación pública.[Más bajo-alfa 2]
Endymion Porter, un miembro de la corte del Rey James, tenía una propiedad en el pueblo de Aston-sub-Edge, cercano a la casa de Dover. Dover ofició como agente legal de Porter entre los años 1622 y 1640, y a través de él James envió algunos de sus propios ropajes a Dover, "con el propósito de honrarlo a él y en consecuencia a la solemnidad [de los Juegos]". James también pudo haber concedido a Dover un escudo de armas, con la leyenda "Do Ever Good" (Haciendo Siempre el Bien), tal y como defendió el nieto de Dover, una reclamación que fue rechazada por las autoridades heráldicas en 1682.
El Annalia Dubrensia (Anales de Dover), una colección de poemas que elogiando a Dover y sus logros al promover y organizar los Juegos, fue publicado en 1636. Entre los colaboradores, se encontraban poetas tan conocidos como Michael Drayton, Ben Jonson, Thomas Randolph, y Thomas Heywood. Ellos vieron los juegos como una forma de revitalizar la vida social tradicional de Inglaterra, contrarrestando la oposición de  críticas a estos festejos, que se quejaban de "comportamientos ebrios y sexualmente licenciosos", remarcando la "pacífica y educada" naturaleza de las fiestas, llegando a ensalzar los Juegos como "un gesto de lealtad hacia el Rey". Los Juegos habían adquirido su título de "Olímpicos" por la época en que el Annalia Dubrensia fue publicado, una denominación aprobada por Dover ya que secularizaba la reunión al tiempo que le otorgaba cierto aire de gentrificación deportiva al unirlos a las Olimpiadas de la Grecia clásica. Al haber sido educado en una familia católica, Dover bien podría haber sido tan astuto como para no atraer la atención hacia lo religioso, especialmente si los Juegos habían ocupado el sitio de una fiesta eclesiástica como la "church ale" .

## Desarrollo de los Juegos
Los Juegos tenían lugar en un anfiteatro natural en lo que hoy se conoce como el Cerro de Dover (Dover's Hill), entonces llamada la Llanura Kingcombe (Kingcombe Plain), al norte de la ciudad de Chipping Campden, en Gloucestershire. Se celebraban el jueves y viernes de Pentecostés, o toda la semana, que solía celebrarse entre mediados de mayo y junio. Dover presidía los Juegos a caballo, vestido de forma ceremonial con sobreveste, sombrero, pluma y gorguera donados por el Rey James. Caballos y hombres se decoraban con los colores y prendas de Dover, lazos amarillos enganchados al sombrero o alrededor del brazo, pierna o cuello. Se levantaban tiendas para los hidalgos (gentry), que llegaban de los condados vecinos de Gloucestershire, Oxfordshire y Worcestershire, y suministraban comida en abundancia. El poeta Nicholas Wallington escribió que:
Un edificio de madera provisional era construido cada año, llamado Castillo de Dover, desde el que salvas de pólvora sonaban durante las competiciones. Los competidores eran convocados al pie de la colina por el sonido de un cuerno de caza para tomar parte en varios deportes. Se disparaban cañones montados para dar comienzo a los eventos, que incluían carreras a caballo, cacerías de sabuesos, carreras, saltos, danzas, lanzamiento de almádena, lucha con espadas, mazas, vara (quarterstaff), y cuerpo a cuerpo. Los premios incluían trofeos de plata para los torneos de monta y quizás también dinero para el resto de categorías.
Las competiciones se arbitraban por oficiales llamados "sticklers" (puristas), de donde viene la frase inglesa "a sticker for the rules" (un purista para las reglas) No se conservan puntuaciones o récords de tiempo de ninguno de los eventos. Los relojes portátiles de la época eran mecanismos "raros, caros y relativamente poco fidedignos", pero quizás lo más importante fuera que "nadie en los tiempos de Dover tenía mucho interés en el registro o superación de récords".
Asistían visitantes de todos los estratos sociales, desde trabajadores agrarios a nobles, algunos de los cuales llegaban a viajar hasta 60 millas (97 km) para ver los Juegos. El Príncipe Rupert participó en 1636.

### Otras diversiones
Un juglar disfrazado como el poeta griego Homero entretuvo a las multitudes, acompañado del harpa, para realzar la temática Olímpica. Había también un laberinto, conocido como Villa Troya (Troy Town), construido con bloques de césped apilados formando muros aproximadamente un pie (0.3 m) de alto, entre los cuales bailaban los aldeanos. Había tiendas y cabinas donde se jugaban varios juegos con pequeñas apuestas de por medio, incluyendo ajedrez, Irish - un juego similar al backgammon – y juegos de cartas como "el centavo", un juego parecido al piquet francés". El Rey James aprobaba los juegos de cartas "cuando no tienes otras ocupaciones... y estás cansado de leer... y cuando el tiempo es desapacible y tormentoso", pero consideraba que el ajedrez era "un juego demasiado obsesivo".
Los Juegos concluían con un gran espectáculo de pirotecnia, centrada en el castillo.

## Controversia
En el siglo XVII muchos Puritanos creían que la menor acción podría llevar al pecado e incluso al mismo infierno si no había arrepentimiento. Fruncían el ceño ante festejos como el de los Juegos por ser de origen pagano, y por promover borrachera e inmoralidad, al tiempo que rechazaban cualquier festejo en una celebración católica como la de Pentecostés Una revuelta puritana a causa del festival "Trayendo el mes de mayo" de 1627 en Mount Wollaston, en el Massachusetts de aquel tiempo, finalizó con el organizador expulsado de la colinia. El Rey James, por otro lado, contemplaba el Puritanismo como un desafío a la autoridad del monarca.
Los finos ropajes donados por el Rey, vestidos por Dover cuando presidía los Juegos, no eran tan solo una declaración en términos de la moda, pero también en términos políticos. La pluma en el sombrero de Dover era una "bandera de desafío a la virtud" ante los ojos puritanos, e incluso el almidón probablemente usado en el lavado de su gola era maligno, de acuerdo con el escritor puritano Philip Stubbes. Describía el almidón como "[un] cierto tipo de materia líquida... con la que el Diablo les había instruido [a los no puritanos] para lavar y teñir sus golas".
James fue sucedido por el Rey Charles I en 1625. El nuevo Rey consintió a regañadientes a una acta del parlamento para "castigar diversos abusos del día del Señor, llamado domingo". Esta acta restringía las actividades que tenían permiso para celebrarse en domingo, y prohibía cualquier reunión de personas fuera de sus propias parroquias en domingo. Muchos terratenientes puritanos llegaron aún más allá, prohibiendo a sus trabajadores acudir a las "fiestas de cerveza", llegando a que en 1632, dos jueces del condado de Somerset declararan que "todas las fiestas de cerveza debían en lo futuro ser eliminadas tajantemente" .
El año siguiente Charles revocó al dictado de los jueces de 1632. Editó una nueva versión del Libro de los Deportes (Book of Sports) de James que ordenó fuera leído en cada iglesia. En él escribió:
El estallido de la Guerra Civil inglesa en 1642 supuso el final de los Juegos.

## Primer resurgimiento, 1660–1850
Los Juegos fueron reinstaurados en cierta fecha posterior a la Restauración de 1660. Dover había muerto en 1652, y despojados de su influencia, los Juegos se convirtieron "simplemente en otro festival de borrachos de pueblo", según un relato escrito por el poeta William Somervile en 1740. Por entonces los Juegos, conocidos como "el Encuentro de Dover" (Dover's Meeting), estaban bien establecidos y, de nuevo, bastante populares, e incluían eventos tales como luchas de sable. No se sabe bien si los contendientes luchaban con espadas de madera o metal, pero no hay duda del peligro real que conllevaban. Durante una lucha a inicios del siglo XIX, uno de los contendientes fue herido de tal gravedad que murió poco tiempo después. Las competiciones de lucha cuerpo a cuerpo se habían convertido en competiciones de "shin-kicking" (pateo de espinillas), con los participantes calzando botas repletas de clavos y en ocasiones con punteras afiladas. El poeta y novelista Richard Graves describió a los Juegos en su novela picaresca El Quijote Espiritual (1773) como una "reunión barbárica". La crónica de los Juegos de 1740 escrita por Somervile describe un tumulto general en el que"sillas, y paquetes, y cuencos abollados eran lanzados / Con maligna intención; cual bombas vuelan las botellas". Graves dramatizó el entusiasmo por la carrera femenina para ganar un camisón holandés expuesto en un mástil: "seis jóvenes mujeres empezaron a exhibirse ante toda la concurrencia, en vestidos difícilmente reconciliables con las normas de la decencia". Hacia 1845 los Juegos eran organizados por un publicano, William Drury, que pagaba 5 libras por el derecho a hacerlo. Alquilaba los espacios para cabinas y tiendas y presumiblemente vendía el alcohol para el evento. El reverendo Geoffrey Drinkwater Bourne, rector de Weston-sub-Edge, el condado al que pertenecía la Colina de Dover, denunciaba que los Juegos reunían hasta a 30000 personas por el entonces y que los campos estaban llenos de borrachos e individuos belicosos. Bourne también afirmaba que:
Tales relatos pueden haber sido exagerados, de cualquier modo, ya que hay muy pocos informes de actuaciones policiales en los Juegos, y no hay registros legales de denuncias por ebriedad o peleas.
La puesta en escena de los Juegos dependía de la existencia de un área adecuada y grande de tierra común, pero para mediados del siglo XIX, mucha de la tierra común estaba siendo dividida y vallada. Se concedió un consentimiento para el cercamiento de la parroquia de Weston-sub-Edge en 1850, señalando el fin de los juegos en 1852. Los 969 acres de la parroquia (392 ha) fueron divididos entre granjeros locales y terratenientes; el Reverendo Bourne, que unos años atrás había protestado tan vigorosamente por los Juegos, recibió 63 acres (25 ha).

## Conexión Shakespeariana
Algunos historiadores han sugerido una alusión a Juegos "Las alegres comadres de Windsor", de William Shakespeare, y usaron este dato como una evidencia para sugerir que Shakespeare pudo haber visto los Juegos, pero la alusión no está presente en la edición del cuarto folio (quarto) de 1602, haciendo su primera aparición en el Primer Folio póstumo de 1623, editado por Henry Condell y John Hemminges. Es por tanto incierto que fuera Shakespeare quien escribió la alusión.
Los primeros eruditos que marcaron una conexión entre Shakespeare y Dover fueron Samuel Johnson, George Steevens, Thomas Warton, y Edmond Malone; el historiador Jean Wilson ha comentado que requería "saltos bastante imaginativos tales como que una colina denominada Bolingbroke [Enrique V] fuera la colina en la que los juegos tenían lugar". Más recientemente, el historiador y secretario de la Asociación de los Juegos de Robert Dover, Francis Burns, ha sugerido que la escena de la lucha en "Como gustéis" refleja las luchas de los Juegos.
A pesar de que Shakespeare pudo haber conocido a Robert Dover, no hay ninguna evidencia de que asistiera a los juegos.

## Segundo resurgimiento, 1951–actualidad

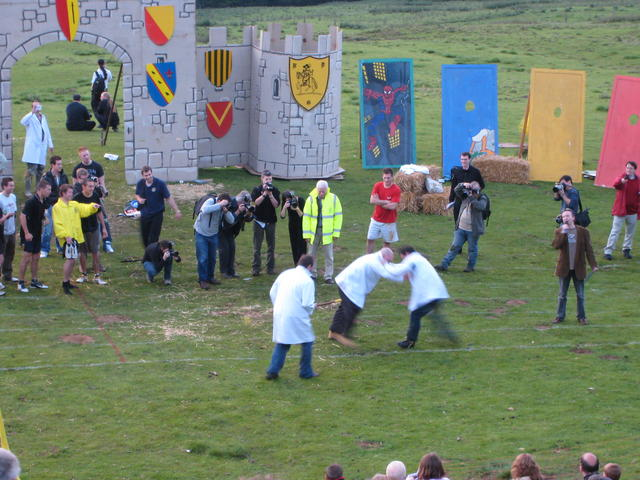
Una competición de "shin-kicking"

La Colina de Dover fue comprado por el Trust Nacional en 1928, y hasta hace poco había erigido un monumento a Robert Dover. Se revivieron los Juegos para el Festival de Gran Bretaña de 1951, pero no volvieron a tener continuidad hasta la fundación de la Asociación de Juegos del Robert Dover, en 1965. Los juegos han seguido celebrándose cada año desde 1966, en la tarde del viernes posterior a las fiestas del "Spring Bank", atrayendo a miles de visitantes, salvo cuando un tiempo excepcionalmente malo o un brote de fiebre aftosa (glosopeda) han forzado su cancelación. Un actor caracterizado como Dover llega montado a caballo para inaugurar los Juegos. Los eventos incluían el juego de la soga, gymkhana, shin-kicking, dwile flonking, motocross, judo, destrozo de pianos, danza morris, y, en 1976, poesía. Una vez anochecía se encendía una gran hoguera, a lo que seguía una procesión de antorchas desde la plaza en Chipping Campden, donde la amenidades continuaban hasta bien avanzada la noche.
La Asociación Olímpica británica, en su exitosa candidatura para las Olimpiadas de Londres 2012, reconoció a los juegos de Dover como "las primeras sacudidas de los inicios olímpicos de Gran Bretaña". En una crónica escrita de 1972, el entrenador de atletismo y periodista de deportes Ron Pickering dijo:

## Otras lecturas
- Burns, Francis (1981), Heigh for Cotswold! A History of Robert Dover's Olimpick Games, Robert Dover's Games Society, ISBN 978-0-9507487-0-2
- Whitfield, Christopher (1962), Robert Dover and the Cotswold Games, and Annalia Dubrensia, C. Whitfield